# Nicolae Profiri
Nicolae Profiri (n. 19 septembrie 1886, Murgeni, Vaslui – d. 22 septembrie 1967, București) a fost un inginer și politician comunist român, membru titular al Academiei Române.

## Biografie
Nicolae Profiri s-a născut la data de 19 septembrie 1886 în comuna Murgeni (județul Vaslui). A urmat cursurile școlii primare din Murgeni și liceul „Codreanu” din Bârlad (1904) apoi a urmat cursul superior la Liceul Internat „Costache Negruzzi” din Iași. A absolvit în anul 1911 Școala Națională de Poduri și Șosele și apoi a studiat la Institutul Politehnic din Berlin (1911-1914), devenind inginer constructor.
A lucrat ca profesor universitar, șef al Catedrei de Drumuri la Institutul Politehnic din București (1940), președinte al Consiliului Tehnic Superior. A fost președinte al Asociației generale a Inginerilor din România (reales în 1949), decan al Colegiului inginerilor și membru al Societății Politehnice Române.
Opera științifică a lui Nicolae Profiri este legată de construcția drumurilor. A contribuit la introducerea metodelor moderne în construcția de drumuri, fiind autorul unei metode originale de tratament superficial al îmbrăcăminților rutiere. A redactat norme și instrucțiuni și a construit șosele-laborator pentru încercarea diferitelor tipuri de șosele moderne (pavaje de clincher, asfalt coloidal, asfalt de pământ, covoare asfaltice). A contribuit la elaborarea legii drumurilor din 1929.
A avut preocupări de mecanică aplicată la rezistența construcțiilor: calculul deformațiilor sistemelor static nedeterminate, calculul momentelor de inerție ale secțiunilor plane, degradării construcțiilor fundate pe argile cu contracții mari etc.
În perioada 1 decembrie 1946 - 6 aprilie 1951, Nicolae Profiri a îndeplinit funcția de ministru al comunicațiilor în guvernele conduse de către Petru Groza (Groza (2), Groza (3) și Groza (4)). În anul 1948 a fost ales membru titular al Academiei Republicii Populare Române, devenind în 1957 vicepreședinte al instituției.
Profesorul Nicolae Profiri a decedat la data de 22 septembrie 1967 în București.
O scurtă cronologie a carierei ing. Nicolae Profiri:
1 August 1942: ing. N. Profiri este numit prodecan la Facultatea de Construcții București (Universul, nr. 213/1942, p. 5)
14 Noiembrie 1944: ing. N. Profiri este numit de Lucrețiu Pătrășcanu, ministru secretar de stat la departamentul justiției, în Comisia interimară care să gireze administrația și interesele AGIR (Asociația generală a Inginerilor Români) până la adunarea generala. (Scânteia, nr. 54/1944, p. 3). 12 Ianuarie 1945 Au loc alegerile AGIR. campanie împotriva vechii conduceri a lui Mihail Manoilescu și Ștefan Manolescu. Începe epurația AGIR. (Scânteia, nr. 107/1945, p. 5) Vezi Silviu Brucan, „Democratizarea corpului ingineresc” (Scânteia, nr. 120/1945, p. 1)
30 Ianuarie 1945: ing. N. Profiri e ales președintele AGIR.
10 Mai 1945: N. Profiri este numit în Comisia de Organizare a Sindicatelor de Salariați Publici ai ministerelor și corpului didactic. (Scânteia, nr. 219/1945, p. 5).
12 Septembrie 1945: N. Profiri publică în Scânteia articolul „Inginerii și reconstrucția țării” (Scânteia, nr. 324/1945, p. 1-2)
8 Noiembrie 1945: N. Profiri participă la prima întrunire a Comitetului Universitar al Frontului Unic Muncitoresc cu ocazia sărbătoririi Marii Revoluții din Octombrie (Scânteia, nr. 373/1945, p. 6)
„Tov. prof. inginer Nicolae Profiri, din partea Partidului Comunist Român, a vorbit despre perspectivele deschise de Revoluția Socialistă din Octombrie, științei și culturii. După ce a evocat câteva momente ale Marii Revoluții a spus: „De atunci și până astăzi, timp de 28 de ani sovietele au condus și conduc statul cu un succes și cu rezultate nemaiîntâlnite în istorie, mai cu seamă în ce privește promovarea științelor și a culturii”. În continuare a arătat că Lenin deosebea două Rusii: „Una falsă, cazonă, birocratică, cu legiunile ei de funcționari corupți, cu guvernatori, jandarmi, polițiști și tot felul de slugi ale absolutismului și cealaltă adevărata, veritabila Rusie reprezentată de un popor de zeci și zeci de milioane de oameni puternici, dornici de libertate, plini de forțe sufletești, dând naștere necontenit din sânul lor la noui cadre de intelectuali, luptători democrați, scriitori de talent, poeți, pictori, publiciști, militanți pe tărâmul social și savanți revoluționari”. Tov. prof. Profiri a arătat, bazându-se pe date statistice, că interesul conducătorilor Uniunii Sovietice s’a îndreptat către Rusia progresului și libertății, în care s’a realizat în timp de două decenii cel mai mare progres din punct de vedere cultural și industrial din toate țările lumii. Vorbind despre acest progres industrial a arătat rolul și importanța planurilor cincinale alcătuite sub conducerea directă a guvernului Uniunii Sovietice și a Generalissimului Stalin.”
19 Ianuarie 1946: N. Profiri este președinte al Uniunii Sindicatelor Salariaților Publici și președinte AGIR (Asociația generală a Inginerilor Români) (Scânteia, nr. 430/1946, p. 3).
26 Iunie 1946: prof. univ. ing. N. Profiri susține conferința „Folosirea bogățiilor solului și subsolului în România democrată” în cadrul sesiunii Cercului de studii documentare a PCR în Sala Ateneului Român. (Scânteia, nr. 558/1946, p. 2)
20 Octombrie 1946: N. Profiri participă la Craiova la festivitățile prilejuite de Ziua prieteniei Româno-Sovietice (Adevărul, nr. 16695/1946)
1 noiembrie 1946: N. Profiri devine ministru comunicațiilor în locul lui Gh. Gheorghiu-Dej în al doilea guvern Petru Groza
19 Ianuarie 1947: N. Profiri este numit membru al Consiliului Tehnic Superior pentru 1947 (Scânteia, nr. 728/1947), p. 2)
30 decembrie 1947: este reconfirmat în funcția de ministru al comunicațiilor în al treilea guvern Petru Groza.
Martie 1948: prof. univ. N. Profiri candidează și este ales pe listele Frontului Democrației Populare pentru jud. Caraș la alegerile pentru Marea Adunare Națională. (Scânteia, nr. 1087/1948, p. 3)
2 Iunie 1948: Participă la deschiderea expoziției „Munca voluntară AGIR”, „Tov. N. Profiri, ministrul Comunicațiilor luând cuvântul a subliniat importanța acțiunii întreprinse de AGIR. Pentru o mai bună organizare a muncii tov. N. Profiri a propus formarea unui comandament central pentru coordonarea activității AGIR- ului în a doua etapă a muncii voluntare. Totodată, vorbitorul a invitat la activitate practică în cadrul muncii voluntare pe tehnicienii agronomi și metalurgiști propunând înființarea unui șantier laborator, pe un teren degradat, în vederea studierii problemelor în legătură cu îmbunătățirile funciare, iar rezultatele studiilor acestui laborator să servească drept bază pentru viitoarele lucrări de asemenea natura”. (Scânteia, nr. 1135/1948, p. 5)
4 iunie 1948: N. Profiri este „chemat” ca membru corespondent al Academiei Română (Scânteia, nr. 1137/1948, p. 2). În 13 Iunie, printr-un decret al Prezidiului Marii Adunări Naționale, Academia Română se transformă într-o instituție de Stat care va purta denumirea de Academia Republicii Populare Române. N. Porfiri nu este în Comitetul provizoriu pentru elaborarea noului statul al noii academii.
14 August 1948: Prin decretul Prezidiului Marii Adunări Naționale, N. Profiri este numit membru titular activ, membru al prezidiului Academiei RPR, și președintele secțiunii de științe tehnice. (Scânteia, nr. 1196/1948, p. 1)
15 aprilie 1948: N. Profiri este reconfirmat în funcția de ministru al comunicațiilor în al patrulea guvern P. Groza.
14 Iulie 1949: N. Profiri participă la ședința de constituire a Asociației Științifice a Tehnicienilor din RPR și este ales în consiliul central provizoriu. (Scânteia, nr. 1476/1949, p. 2). 12 Octombrie 1949 se constituie filiala București a AST.
1951: AGIR fuzionează AST și formează Asociația Științifică a Inginerilor și Tehnicienilor (ASIT). N. Porfiri e numit președintele ASIT.
6 aprilie 1951: guvernul Groza este restructurat și ministerul comunicațiilor e împărțit în ministerul transporturilor și Ministerul Poștelor și Telecomunicațiilor. N. Profiri iese din guvernul lui P. Groza. (Scânteia, nr. 2008/1951, p. 3.)
19 Iulie 1952: N. Profiri devine membru în Consiliul Central al Frontului Democrației Populare. (Scânteia, nr. 2404/1952, p. 1)
7 Iulie 1955: N. Profiri este ales în prezidiul Academiei RPR la Sesiunea Generală în care au fost aleși noi membrii ai academiei. (Scînteia, nr. 3329/1955). 
1957: N. Profiri aste ales vicepreședinte al Academiei R.P.R.
14 Februarie 1957: acad. N. Profiri este numit în Comitetul Național de pregătire a participării tineretului la Festivalul mondial al tineretului și studenților pentru pace și prietenie de la Moscova  ce urma a se ține în perioada 28 Iulie – 11 August 1957. (Scînteia, nr. 3831/1957, p. 3)
7 Iunie 1957: Lui N. Profiri, președinte ASIT, i se acordă Ordinul Muncii cls. I. (Tocmai se încheiase al II-șa congres ASIT) (Scînteia, nr. 4608/1959, p. 1)
21 August 1959: Nicolae Profiri primește Ordinul „23 August” cls. II. (Scînteia, nr. 4608/1959, p. 1)
5 Iulie 1962: N. Profiri primește Ordinul „Steaua Republicii Populare Române” la împlinirea a 75 de ani. (Scînteia, nr. 5307/1962, p. 1)
11 Noiembrie 1962: N. Profiri a fost distins cu titlul de „Profesor emerit al Republicii Populare Romîne”.

## Distincții
- Ordinul Muncii clasa I (31 mai 1957) „pentru merite deosebite în muncă, cu ocazia celui de al II-lea Congres al Asociației Științifice a Inginerilor și Tehnicienilor din Republica Populară Romînă”[2]
- Ordinul „23 August” clasa a II-a (12 august 1959) „pentru merite deosebite în opera de construire a socialismului”[3]
- Medalia „40 de ani de la înființarea Partidului Comunist din Romînia” (6 mai 1961) „pentru merite în activitatea de partid și întărirea regimului democrat-popular”[4]
- titlul de „Profesor Emerit al Republicii Populare Romîne” (5 noiembrie 1962) „pentru activitatea îndelungată, contribuție în dezvoltarea științei și merite deosebite în dezvoltarea învățămîntului superior”[5]
- Ordinul „Meritul Științific” clasa I (26 septembrie 1966) „pentru merite deosebite în activitatea științifică, cu prilejul Centenarului Academiei Republicii Socialiste România”[6]

## Lucrări
- Construcția străzilor (1916)
- Norme practice la executarea lucrărilor de drumuri (1932)
- Sisteme moderne de asfaltaj (1933) - în colaborare cu Gheorghe Nicolau
- Problema drumurilor noastre (1937)
- Salvarea șoselelor prin bituminizări (1938)